# Regim de bază

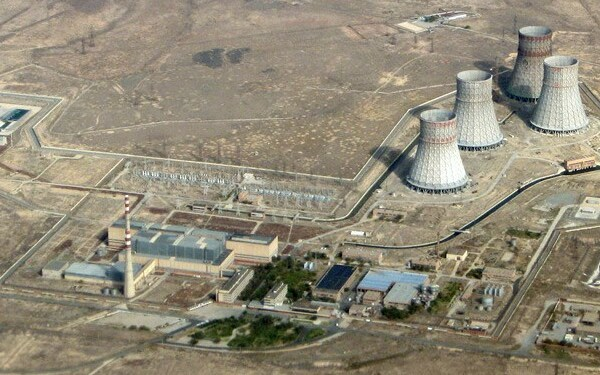
Unele centrale nucleare de la începuturi, cum ar fi VVER-440 (fotografie a centralei nucleare armene Metsamor) au fost proiectate pentru funcționarea în regim de bază

Regimul de bază (în engleză baseload) al unei centrale electrice este nivelul minim al cererii de putere dintr-o rețea electrică într-o perioadă de timp, de exemplu, o săptămână. Această cerere poate fi satisfăcută de centrale electrice care funcționează la sarcină constantă sau variabilă, în funcție de varianta care are cea mai bună combinație de cost, disponibilitate și fiabilitate pe piață. Restul cererii, care variază de-a lungul unei zile, este satisfăcută de către surse variabile⁠(d) – cum ar fi centralele electrice cu sarcină reglată⁠(d), centrale electrice de vârf⁠(d), ale căror sarcini pot fi mărite sau micșorate rapid – sau prin recuperarea energiei stocate.
Centralele care nu își modifică rapid puterea produsă, cum ar fi unele termocentrale mari pe cărbune sau cele nucleare, sunt denumite în general centrale electrice de bază. În secolul al XX-lea, cea mai mare parte sau toată cererea de sarcină de bază a fost satisfăcută cu centrale electrice de bază, iar noile capacități, bazate pe surse regenerabile, funcționau în regim variabil.